# Phyllachora capparis
Phyllachora capparis är en svampart som beskrevs av J.A. Stev. 1975. Phyllachora capparis ingår i släktet Phyllachora och familjen Phyllachoraceae.   Inga underarter finns listade i Catalogue of Life.